# حامول ثنائي التفرع
حامول ثنائي التفرع (الاسم العلمي:Cuscuta bifurcata) هو نوع من النباتات يتبع جنس الحامول من الفصيلة المحمودية.